# Aidenbachstraße (métro de Munich)
Aidenbachstraße (en allemand : U-Bahnhof Aidenbachstraße) est une station de la ligne U3 du métro de Munich. Elle est située dans le quartier d'Obersendling, secteur de Thalkirchen-Obersendling-Forstenried-Fürstenried-Solln, à Munich en Allemagne.

## Situation sur le réseau

Plan du métro (2020).

## Histoire
La station ouvre le 28 octobre 1989 en même temps que la ligne entre les stations Implerstraße et Forstenrieder Allee. Les murs derrière le rail de la station, qui est l'une des premières à être construite selon le principe de la coque raffinée, dans laquelle les murs en béton apparent sont laissés bruts et uniquement raffinés avec de la couleur et des éléments décoratifs, sont peints en bleu et ont 12 miroirs doubles de chaque côté du designer munichois Jan Roth. Ceux-ci doivent permettre des relations visuelles intéressantes et assouplir le design sobre et réduit. Comme toutes les stations de ce tronçon du parcours, le plafond présente des panneaux de tôle en forme de marquise, sur les bords desquels pendent les deux bandes lumineuses. Les piliers cuboïdes au milieu de la plate-forme avec le motif de galets de l'Isar sont revêtus de carreaux blancs et les bords sont arrondis avec de l'aluminium.

## Services aux voyageurs

### Accès et accueil
À l'extrémité ouest de la station, des escaliers mécaniques et des escaliers fixes ainsi qu'un ascenseur mènent à un portique à Aidenbachstraße. À l'extrémité est, on peut rejoindre Gmunder Straße par des escalators et des escaliers fixes, également par une mezzanine.

### Intermodalité
La station est en correspondance avec une gare routière dans Aidenbachstrasse, qui est desservie par trois lignes dites MetroBus (lignes 51, 53 et 63) et une ligne StadtBus (ligne 136). La gare routière dispose d'un parc relais. Cette structure fait de la station la station de transfert la plus importante sur la ligne 3 au sud à côté du terminus Fürstenried West.